# Bárdy Bonaventura
Bárdy Bonaventura (Komárom, 1679. – Szombathely, 1722. szeptember 9.) Ferences rendi szerzetes, pap.

## Élete
Református nemes szülőktől származott. A római katolikus vallásra áttérve 1696-ban a szerzetbe lépett és 1703-ban felszentelték. A cseh tartomány "generalis visitatora", azután "főlector", majd tartományi őr lett Pozsonyban és az 1721–1722. évi országgyűlés alatt kitűnt egyházi beszédeivel. E beszédeknek sajtó alá rendezésével foglalkozott, de már nem kerültek kiadásra. A szerző hirtelen meghalt.